# Gunder Knudsen
Gunder Knudsen, född 13 oktober 1883, död 27 november 1947, var en dansk operasångare. 
Knudsen, som var utbildad under Alfred Tofft och Arthur Allin, var ursprungligen konsertsångare (Lieder), men debuterade 1921 på Det Kongelige Teater, till vars opera han därefter tillhörde (lyriska tenorpartier). Han framträdde även som sångkompositör.